# Чинабу, Вамунда
Мартин Вамунда Чинабу (фр. Martin Tshinabu Wa-Munda; 8 мая 1946, Бельгийское Конго) — заирский футболист, защитник.

## Биография
С 1970 года по 1974 год играл за заирский клуб «ТП Мазембе» из города Лубумбаши.
Выступал за национальную сборную Заира. Участник трёх Кубков африканских наций (1970, 1972, 1974). Вместе со сборной становился победителем КАФ в 1974 в Египте.
В квалификации на чемпионат мира 1974 Вамунда Чинабу провёл 1 матч. В 1974 году главный тренер Заира Благоя Видинич вызвал Чинабу на чемпионат мира, который проходил в ФРГ и стал первым мундиалем для Заира в истории. Вамунда был заявлен под 7 номером. В своей группе команда заняла последнее 4 место, уступив Шотландии, Бразилии и Югославии. Чинабу на турнире провёл всего 1 матч против Бразилии.
Всего за сборную Заира провёл 7 матчей.

## Достижения
- Победитель Кубка африканских наций (1): 1974